# Wissams royaux
Les Wissams royaux (parfois orthographié Ouissams royaux) sont un ensemble d'ordres honorifiques dont les décorations sont décidées et décernées uniquement par le souverain marocain.

## Histoire
S'il existe depuis le début du XXe siècle un ordre national chérifien, c'est le souverain Mohammed V qui créé  plusieurs wissams. Son fils, Hassan II, continuera à en créer d'autres et en 1966, on est dénombre déjà sept.
Les monarques marocains sont de plein droit titulaire de toutes les plus hautes distinctions.

## Règles de fonctionnement

### Processus de décision d'attribution
C'est le monarque marocain qui décide qui mérite de recevoir des distinctions des wissams royaux. Il s'appuie sur le conseil des wissams et plus particulièrement sur le chef de cabinet des wissams.

### Coût
Chaque bénéficiaire, s'il accepte une distinction, doit s'acquitter d'une somme forfaitaire définie par les autorités compétentes.
Par exemple pour l'ordre du Trône, la catégorie exceptionnelle (grand cordon) coûte 100 dirhams. La première catégorie (grand officier) coûte 75 dirhams. La seconde catégorie (commandant) coûte 50 dirhams. La troisième catégorie (officier) coûtent 25 dirhams. La quatrième catégorie (chevalier) coûte 20 dirhams.
Pour l'ordre du Mérite national la catégorie exceptionnelle coûtent 20 dirhams, la première 10 dirhams et la deuxième 5 dirhams.
Si le bénéficiaire ne s'est pas acquitté des sommes dues auprès de la trésorerie générale, dans un délai de six mois, il perd son droit à la décoration sauf s’il peut justifier de son absence du territoire national ou d’une erreur d’adresse.
Toutefois, le chef du cabinet des wissams peut exonérer certaines bénéficiaires de ces sommes, en considération des services exceptionnels rendus à l’État ou de leurs situations personnelles.

### Dotation financière
Les titulaires d'une décoration de deuxième, troisième ou quatrième classe ne perçoivent aucune dotation financière. En revanche, le titulaire de première catégorie, de catégorie exceptionnelle ou du grand cordon perçoit des émoluments mensuels de la part du ministère de la maison royale et de la chancellerie.

## Insignes et décorations
Chaque wissam dispose de ses propres insignes et décorations mais elles ont en commun de porter les sceaux royaux.

## Liste des wissams royaux
Le décret royal N° 1-00-218 deu 2 Rabiï I 1421 de l’hégire statut qu'il existe dix wissams royaux, aussi appelés « Catégories de wissams » : 
- Ordre de Souveraineté (Al Wissam Al-Mohammadi) : décerné aux membres de la famille royale, aux rois, chefs d’État et princes étrangers
- Ordre du Combat pour l’indépendance (Wissam Al-Istiqlal) : décernée pour actes durant l’indépendance du pays
- Ordre de la Fidélité (Wissam Al-Oualaa) : décerné pour faits et preuves d’attachement et de dévouement au roi
- Ordre du Trône (Wissam Al-Arch) : décerné pour mérites ou services civils ou militaires
- Ordre du Mérite national (Wissam Al-Moukafa Al-watania) : décerné pour actes ou faits méritoires
- Ordre de la Médaille militaire (Al-Wissam Al-Askari) : décerné aux soldats pour actes de bravoure en temps de guerre
- Ordre du Mérite intellectuel (Wissam Al-kafaa Al-Fikria) : décerné pour faits notables dans le domaine des sciences, de l’art et de la culture
- Ordre du Mérite militaire (Wissam Al-Istihkak Al-Askari) : décerné à des militaires pour leurs services, y compris en temps de paix
- Ordre du Mérite civil (Wissam Al-Istihkak Al-Watani) : décerné aux fonctionnaires civils et militaires
- Ordre du Ouissam alaouite (Wissam Al-Alaoui) : décerné aux diplomates étrangers et autres personnalités pour services rendus au Maroc